# Condado de Marcel de Peñalba
El condado de Marcel de Peñalba es un título nobiliario español, de Castilla. Fue concesión del rey Felipe IV, por Real Decreto del 14 de diciembre de 1648 y Real Despacho del 30 de mayo de 1649, en favor de García de Valdés y Osorio, gobernador y capitán general del Yucatán, alférez mayor de la Ciudad de México, alcalde mayor de la de Puebla de los Ángeles y provisor de este obispado, todo en la Nueva España, señor de Marcel de Peñalba en Asturias.

## Llamados condes de Peñalva
Hay que advertir que durante todo el Antiguo Régimen los poseedores de esta merced eran generalmente llamados «condes de Peñalva» o «de Peñalba», tanto en la Nueva España como en Asturias.

## El señorío de Marcel de Peñalba
El concesionario del condado —y antes que él su padre y abuelo— recibían el dictado de señores de Marcel, o de Marcel de Peñalba, como poseedores del coto redondo de Marcel o San Marcelo, situado en la parroquia de Santa Eulalia de Doriga y actual concejo de Salas. Este pequeño estado fue segregado de las antiguas posesiones de la casa de Doriga, de la que los poseedores descendían por línea de varón. Comprendía el coto dos molinos hidráulicos a orillas del río Narcea y una aldea donde tal vez existió alguna iglesia o ermita, como sugiere el nombre de santo. García de Valdés y María de Valdés su mujer, señores de Marcel y abuelos del primer conde, vincularon este coto en el mayorazgo que fundaron en 1573.
No era señorío jurisdiccional
Sin embargo, los señores de Marcel de Peñalba no poseían la jurisdicción del lugar. Tal dictado parece recordar el de señores del valle de Doriga o las Dorigas que en la antigüedad usaban sus antepasados, y que denotaba un dominio territorial.
El historiador asturiano Gonzalo Anes, marqués de Castrillón, director que fue hasta su muerte de la Real Academia de la Historia, dedicó su discurso de ingreso en esta corporación a hacer un elenco de los señoríos jurisdiccionales existentes en Asturias a mediados del siglo XVIII, tanto eclesiásticos como laicos, basándose en la encuesta practicada para imponer la Contribución Única y recogida en el Catastro del Marqués de la Ensenada. Anes constató que en dicha época el V conde de Marcel de Peñalba poseía las jurisdicciones del concejo de Allande y del coto de Cazo en el de Ponga, y que Marcel de Peñalba no era un señorío jurisdiccional. Pero quiso dar fe de la existencia de esta denominación, y al ocuparse del contador Rodrigo de la Rúa y Cienfuegos, que en tiempos del Emperador compró al conde de Luna la jurisdicción de Allande, consignó que «su descendiente [sic], don García de Valdés y Osorio, como señor que se titulaba de Marcel de Peñalba, fue agraciado con el condado en 1649».
El Palacio de Lanio
Era anejo a este estado el palacio de Lanio, que servía de residencia a los señores aunque estaba situado fuera del coto, aguas arriba del río Narcea: en el lugar y parroquia de San Lorenzo de Láneo, del concejo de Salas. El edificio aun existe: es una construcción de principios del siglo XVII de planta rectangular y dos alturas. Su fábrica es de mampostería enlucida, reforzada con sillares regulares en los esquinales y en los recercos de los vanos. El alero, de hiladas de tejas superpuestas. Destaca en la fachada principal su puerta de arco de medio punto con grandes dovelas. Algunos de los vanos primitivos fueron sustituidos en época posterior por ventanas más grandes, labradas en granito. Se halla en estado ruinoso pero su estructura resiste las injurias del tiempo.

## Mayorazgo: la casa de Valdés de Cangas de Tineo
El título nobiliario quedó agregado al mayorazgo que poseía el concesionario y que había sido fundado en 1573 por sus abuelos paternos: García de Valdés de Cangas y María de Valdés.

## Lista de señores y condes
|                                                      | Titular                                                     | Periodo                      |
| Señores de Marcel de Peñalba                         | Señores de Marcel de Peñalba                                | Señores de Marcel de Peñalba |
| ---------------------------------------------------- | ----------------------------------------------------------- | ---------------------------- |
| I                                                    | García de Valdés de Cangas (antes Doriga)                   |                              |
| II                                                   | García de Valdés y Doriga                                   |                              |
| III                                                  | Juan de Llano y Valdés                                      | -c.1640                      |
| IV                                                   | García de Valdés y Osorio (el primer conde)                 | c.1640-1652                  |
| Condes de Marcel de Peñalba (Creación por Felipe IV) |                                                             |                              |
| I                                                    | García de Valdés y Osorio                                   | 1649-1652                    |
| II                                                   | García de Valdés Osorio y Esquivel                          | 1652-1677                    |
| III                                                  | Rodrigo González de Cienfuegos Valdés y Estrada (el Viejo)  | 1677-1708                    |
| IV                                                   | Rodrigo González de Cienfuegos y Valdés (el Mozo)           | 1708-1718                    |
| V                                                    | Baltasar González de Cienfuegos Caso y Maldonado            | 1718-1770                    |
| VI                                                   | Rodrigo González de Cienfuegos y Velarde                    | 1771-1813                    |
| VII                                                  | Juan Martín González de Cienfuegos y Carrió                 | 1814-1854                    |
| VIII                                                 | Ignacio González de Cienfuegos y Navia Osorio               | 1855-1884                    |
| IX                                                   | María de la Concepción González de Cienfuegos y Fernández   | 1885-1927                    |
| X                                                    | Jesús Bernaldo de Quirós y Muñoz (I marqués de Quirós)      | 1928-1939                    |
| XI                                                   | Luis Bernaldo de Quirós y Alcalá-Galiano                    | 1953-1986                    |
| XII                                                  | Iván Bernaldo de Quirós y Álvarez de las Asturias-Bohorques | 1986-2019                    |
| XIII                                                 | Iván Bernaldo de Quirós y Díaz-Agero                        | 2019-hoy                     |

## Memorial
Cumpliendo el procedimiento habitual para la obtención de un título del reino, el concesionario había elevado a S.M. un memorial genealógico solicitando la merced y exponiendo los méritos contraídos por sus ascendientes al servicio de la Monarquía. Este memorial fue redactado hacia 1645 por el doctor Sancho de Doriga, un erudito clérigo pariente del interesado, que por entonces era catedrático de la Universidad de Salamanca y más tarde sería canónigo de Toledo e inquisidor de Granada y de Valladolid. Sancho de Doriga fue autor también del extenso Memorial por el Conde Nava (impreso en Granada en 1653), que sirvió a un sobrino suyo para obtener en 1659 el título de Sicilia de conde de Nava (creado de nuevo como título de Castilla en 1835).
A finales del siglo XVIII, el bibliógrafo González de Posada identificaba dicho memorial con una Genealogía de los Valdeses que obraba copiada en los manuscritos de Manuel Caballero Flórez Valdés:

Entre las obras de D. Manuel Caballero hay una Genealogía de los Valdeses, que parece y se afirma la escribió Doriga para alcanzar el Condado de Peñalba (el título) D. García de Valdés, y así cuando citamos a Caballero entiéndase D. Sancho de Doriga. Hallose un ejemplar en la librería del Marqués de Monte Alegre, Conde de Villa Umbrosa, Presidente de Castilla.
Carlos González de Posada

El memorial por el conde de Peñalba, bastante sucinto, versaba sobre la ascendencia Valdés común al peticionario y al redactor. Y en efecto, se puede leer en las pp. 35-55 de la edición de María Josefa Sanz Fuentes de las Noticias de Tineo de Manuel Caballero (obra publicada en 1995 y citada en la bibliografía). Su texto es transcripción de los ff. 36v al 60r de un manuscrito del siglo XVIII titulado Nobiliario de varias familias de la villa de Tineo... y obrante en la Biblioteca Nacional de España bajo la signatura Ms. 9656. Lleva por título de sección «Breve compendio de la mui noble e ilustre familia antigua de Baldés», e incluye al final la siguiente nota de autoría:

Este memorial parece se hizo para pretender D. García de Valdés el condado de Peñalva, sitio junto a Doriga. Este libro manuscrito se dice fue compuesto por el señor D. Sancho Doriga, inquisidor de Valladolid. Sacose a la letra de otro que hay en la librería que quedó del excelentísimo señor marqués de Montealegre, conde de Villaumbrosa.
Manuel Caballero

## Vizcondado previo
Este título de conde fue creado con el vizcondado previo de San Pedro Mártir de la Vega del Rey.
San Pedro Mártir era un opulento ingenio azucarero sito en el valle de Cuautla y provincia de las Amilpas, de la Audiencia de México. A mediados del siglo XVIII, José Antonio Villaseñor lo reseñaba así en su Teatro americano: 

Tres quartos de legua distante de ella [Tetelcingo] al Nor Noruest, está el Ingenio de hacer azucar intitulado San Pedro Martyr, con un un sumptuoso templo, y muchas casas, en las que viven cerca de quarenta familias de Españoles, Mestizos y Mulatos, y en él assiste un Ministro Religioso para la adminitracion de dichas familias, y tambien al crecido numero de Indios Gañanes que sirven en ella.
José Antonio Villaseñor

García de Valdés y Osorio poseyó el ingenio de San Pedro Mártir por derecho de Margarita Beltrán de Esquivel, su mujer, que fue la propietaria durante más de cincuenta años: de 1629 a 1686. Ella lo había heredado de Manuel de Casasano y Celis, su primer marido, que a su vez lo hubo de su padre, el contador Jordán (o Giordano) Casasano. El contador fue quien edificó las instalaciones e iglesia, con licencia dada en 1603 por el virrey marqués de Montesclaros, a partir de un trapiche que había pertenecido a Toribio Fernández de Celis, su suegro. El trapiche para hacer piloncillo fue fundado, como el de Santa Inés, por Diego Caballero a finales del XVI. El fundador contaba con licencia del virrey conde de Monterrey, quien le hizo merced de cinco caballerías de tierra en las inmediaciones.
Hoy, con más de cuatro siglos de antigüedad, este ingenio sigue produciendo azúcar, y con el nombre de hacienda Casasano constituye un poblado del municipio de Cuautla de Morelos. La antigua casa señorial se alquila para bodas, y el bello templo barroco está erigido en iglesia parroquial de San Pedro Mártir. Esta iglesia llama la atención por la gracia de su campanario y de sus arbotantes y por su portada de esmerada cantería, en la que campean —labradas sobre el arco de acceso— las armas de los Valdés.
La segunda parte de la denominación del vizcondado parece aludir a algún lugar del Principado de Asturias, donde existen dos aldeas de este topónimo. Tal vez a la de Vega de Rey, situada en la parroquia de San Martín de Semproniana y concejo de Tineo, a nueve kilómetros de la capital municipal. O más probablemente a la de la Vega del Rey, en la parroquia de Santa María de Castiello y concejo de Lena, a tres kilómetros y medio de la Pola.

## Historia genealógica

### Señores de Marcel de Peñalba
Padres del primer conde
1. Juan de Valdés Llano, que sigue,
2. García de Valdés y Osorio, que seguirá y fue el primer conde,
3. María Antonia de Valdés Osorio y Tineo, en cuya descendencia recayó la casa al extinguirse la del primer conde. Casó en 1611 con Rodrigo González de la Rúa y Cienfuegos, señor de Allande, mayorazgo de las casas de Cienfuegos en dicho concejo y Castiello en el de Lena. Ambos cónyuges testaron en Allande el 17 de enero de 1610, al capitular su casamiento. Y ella, siendo viuda, hizo nuevo testamento en Cangas de Tineo el 9 de agosto de 1648, por el que fundaba vínculo  de tercio y quinto en favor de su primogénito y sucesor:
Baltasar González de Cienfuegos y Valdés, señor de Allande, que nació en su palacio de la Pola, fue bautizado en San Andrés el 12 de enero de 1612 y testó en 1655. Otorgó capitulaciones el 19 de julio de 1636 en la casa de Cebos sita en Benia de Onís, a fe de Alonso Peláez, y casó el mismo día en la parroquial de Santa Eulalia con María de Estrada Manrique y Cebos,  natural de dicha casa, hija del teniente general Antonio de Estrada y Manrique de Guevara, corregidor de Ciudad Rodrigo y de Toro, alcalde noble de Llanes, y de Juana Fernández de Cebos, señora de las casas de Cebos y Ardisana, ésta en el concejo de Llanes; nieta de Fernando de Estrada, señor de la casa de Estrada de Llanes, que sirvió al rey Felipe II, y de María Manrique de Guevara y Pimentel, de los señores de Treceño y Escalante, y materna de Diego Fernández Arnero, señor de la casa de Ardisana y patrono de la malatería del mismo lugar, y de Toribia de Cebos, señora de esta casa. Fueron padres de
  1. Rodrigo González de Cienfuegos Valdés y Estrada, el Viejo, de quien se hablará más abajo, pues fue el III conde de Marcel de Peñalba.
  2. Ana Manuela de Cienfuegos y Estrada, que finó en 1677 y casó, previas capítulaciones otorgadas el 30 de julio de 1665 ante Pedro Fernández, escribano del concejo de Gozón, con Francisco Lorenzo Maldonado Tineo y Llano, que testó el 29 de julio de 1678 a fe de Andrés López Arias, escribano de Ponferrada, y murió poco después. Hijo primogénito de Francisco Antonio Maldonado Laciana Tineo y Osorio, a quien premurió, señor de las villas bercianas de Priaranza, Posada del Río y San Pedro Castañero y de los cotos de Bárcena y la Mortera en el concejo de Tineo, su alférez mayor y depositario general, poseedor de los mayorazgos de Tineo, Priaranza y Laciana, y de Ana de Llano y Queipo, su segunda mujer, de la casa de Santa Olaya de Cueras en el concejo de Cangas. Con posteridad en que siguieron aquellas casas y jurisdicciones.
  3. Y María Antonia de Cienfuegos y Estrada, natural de la Pola de Allande, que fue bautizada en San Andrés el 8 de octubre de 1638 y testó en Llanes el 16 de mayo de 1685. Previas capitulaciones de 1664 otorgadas en su casa natal ante Alonso de Llano, casó con el capitán Antonio de Rivero Posada, natural y señor de la casa de Rivero de Llanes, diputado a la Junta General y procurador general del Principado, que fue bautizado el 22 de junio de 1643 y testó siendo viudo en Llanes el 19 de enero de 1718. Hijo y sucesor de Juan de Rivero Posada y de María de Posada Valdés, naturales de Llanes. Con descendencia varonil que ostentó por entronque el marquesado de Deleitosa, recayendo la casa en los Vereterra, marqueses de Gastañaga, y en los Duque de Estrada, condes de la Vega del Sella.

### Primer conde
El concesionario

• García de Valdés y Osorio, I conde de Marcel de Peñalba. Fallecido el 1.º de agosto de 1652

Casó con Margaríta Beltrán nacieron:
1. García de Valdés Osorio y Esquivel, que sigue, y
2. Fernando de Valdés y Beltrán, natural de México, que fue bautizado en la Metropolitana (Sagrario) el 1.º de junio de 1644 y murió soltero antes que el mayor. En 1651 probó su nobleza para ingresar en la Orden de Santiago.

II conde

En 1652 sucedió su hijo

• García de Valdés Osorio y Esquivel, II conde de Marcel de Peñalba. Falleció sin descendencia el 16 de junio de 1677 en la villa de Nejapa, siendo su alcalde mayor, y fue enterrado en la capilla de San José de la citada Catedral.. Al igual que su hermano, ingresó en la Orden de Santiago en 1658.

Casó con María Luisa Urrutia de Vergara, de igual naturaleza, que fue bautizada en esta parroquia el 31 de enero de 1643 y falleció en la misma el 16 de diciembre de 1678.

### Linaje González de Cienfuegos
III conde

En 1677 sucedió su sobrino segundo (nieto de María Antonia de Valdés, hermana del primer conde)

• Rodrigo González de Cienfuegos Valdés y Estrada, el Viejo, III conde de Marcel de Peñalba. Fallecido en 3 de marzo de 1708.
IV conde

En 1708 sucedió su hijo

• Rodrigo Antonio González de Cienfuegos y Valdés, el Mozo, IV conde de Marcel de Peñalba. (bautizado en Ferrero, concejo de Gozón, en  9-VII-1677 +27-VII-1711). Fallecido en noviembre de 1718.
V conde

En 1718 sucedió su hijo

• Baltasar José González de Cienfuegos Caso y Maldonado, o de Caso y Cienfuegos, V conde de Marcel de Peñalba, señor de Allande y de Cazo, regidor perpetuo y alcalde mayor de ronda de Oviedo, patrono de la capilla de San Andrés en la parroquial de San Isidoro el Real de dicha ciudad, alguacil mayor de Avilés, señor del palacio de Valdés de la villa de Cangas de Tineo y de los de Sorribas en Piloña, Lanio, torre del Ferrero en Gozón, y casas de Maldonado y Múxica en Salamanca, que nació en 1707 y murió intestado en Oviedo el 24 de octubre de 1770, de una caída de caballo. Fue el último señor de Allande, pues en 1753 y tras una serie de pleitos, sus vasallos obtuvieron la incorporación a la Corona y el tanteo de la jurisdicción por el propio concejo. Reedificó en su aspecto actual el palacio de Cangas de Tineo, que poseía por su mayorazgo de Marcel de Peñalba, blasonándolo con el cuartelado de Cienfuegos y Valdés. El 27 de junio de 1761 juró en Oviedo al Príncipe de Asturias Don Carlos.

Casó tres veces: primera en Oviedo el 25 de abril de 1734 con María Teresa Gertrudis Bernaldo de Quirós y Mariño de Lobera, hija de los marqueses de Campo Sagrado, que murió prematuramente dejándole una hija.

Contrajo segundas nupcias el 14 de mayo de 1744 con Josefa María Velarde y Queipo de Llano, su sobrina segunda, cuyos padres le prometieron en dote 88.000 ducados por carta que otorgaron en Oviedo el 14 de mayo de 1744 a fe de Javier Rabanal. Hija de Pedro Velarde y Cienfuegos, señor del coto de Linares y de las casas de Velarde, Proaza y Portal, regidor perpetuo de Oviedo, nacido en Proaza el 8 de octubre de 1699, y de Teresa Queipo de Llano y Bernaldo de Quirós, Señora de las casas de Ardaliz, Cangas y Santa Olaya en el concejo de Cangas de Tineo, Villanueva en el de Navia y Pieros en el Bierzo, casados en Mieres el 3 de junio de 1715.

En 1756 falleció Josefa y al año siguiente el conde casó en terceras nupcias con Benita Antonia de Jovellanos y Ramírez, hermana mayor de Gaspar, a quien sucedió en el mayorazgo familiar, nacida en Gijón el 21 de marzo de 1733 y que testó el 4 de octubre de 1799. Benita pasó a vivir con su marido a una de las dos casas que este poseía en la ovetense calle de la Rúa, y al enviudar en 1770 quedó a cargo no sólo de los ocho hijos que tuvieron, sino también de los tres nacidos del anterior matrimonio de su marido —un varón y dos niñas—, que todavía no habían alcanzado la pubertad. La hija del primer matrimonio, Teresa, ya estaba casada. Cuenta Jovellanos en sus Memorias familiares que «muerto el conde D. Baltasar, heredó la casa su hijo D. Rodrigo, quien sin embargo de haber contraído matrimonio, del cual tiene larga descendencia, no ha querido tomar el gobierno de su casa y rentas, que hoy sigue a cargo de D.ª Benita, viviendo unidas ambas familias, con mucha paz y utilidad recíprocas».
Del primer matrimonio fue unigénita
1. María Teresa González de Cienfuegos y Bernaldo de Quirós, bautizada en San Isidoro de Oviedo el 5 de abril de 1735, que casó el 28 de enero de 1757 con José Antonio de Llanes Campomanes y Argüelles, hermano de Alonso Marcos de Llanes Argüelles, Arzobispo de Sevilla.

Con su segunda mujer procreó al primogénito y dos hijas:
2. Rodrigo González de Cienfuegos y Velarde, que sigue,
3. Nicolasa González de Cienfuegos y Velarde, natural de Oviedo, bautizada en San Isidoro el 7 de diciembre de 1748, que murió intestada en Gijón el 26 de noviembre de 1792. Llevó en dote 8.000 ducados  y casó el 17 de mayo de 1770 en San Isidoro de Oviedo, con Manuel Ramírez de Jove, III marqués de San Esteban de Natahoyo, natural y poseedor de la casa de Ramírez de Gijón, señor del coto de Natahoyo en el mismo concejo, que fue bautizado en San Pedro el 10 de agosto de 1748, murió en la misma villa el 17 de mayo de 1798 y fue enterrado con su mujer en la capilla de los Reyes de dicha iglesia parroquial. Este señor casó en segundas nupcias con Francisca de Jove Estrada, de la que no hubo prole, y era hijo de Carlos Manuel Ramírez de Jove y Bernardo de Miranda, primogénito del II marqués, y de Antonia Álvarez Solís, natural de Grado, donde casaron el 28 de septiembre de 1738. Con sucesión.
4. Vicenta Rita González de Cienfuegos y Velarde, a quien su hermano el conde mandó en dote 9.000 ducados en 1772, al capitular su casamiento con José de las Alas y Valdés.[14]

Y del tercer matrimonio nacieron seis más:
5. Baltasar González de Cienfuegos y Jovellanos, canónigo de la Catedral de Oviedo y dignidad de Arcediano de Babia. Murió en Gijón el 8 de agosto de 1826. Tuvo una hija ilegítima:
Francisca de Cienfuegos (Pachina), mujer de José Ramos, vecinos de Teverga. Mencionados por Jovellanos en sus Diarios: «Don José Ramos, marido de la sobrina Doña Francisca Cienfuegos, pretendía llevarnos a Teverga; era extravío.»[15]
6. María del Carmen Gertrudis de Cienfuegos y Jovellanos, que profesó monja en San Pelayo de Oviedo en 1790 y murió en 1805 después de sobrellevar santamente muy penosas enfermedades;
7. Francisca Javiera de Cienfuegos y Jovellanos, que murió niña, antes que su padre,
8. Escolástica de Cienfuegos y Jovellanos, nacida en Oviedo el 15 de febrero de 1758, que casó en 1787 con Antonio María de Argüelles Quiñones y Velarde, señor del coto y torre de Peñerudes en el concejo de Morcín y regidor perpetuo de Oviedo, donde nació el 18 de julio de 1759, hijo de Juan Francisco de Argüelles Quiñones y del Riego, señor de Peñerudes, natural de su casa de Brañes, concejo de Oviedo, y bautizado el 25 de agosto de 1725 en Santa María de dicho lugar, donde murió el 5 de diciembre de 1799, y de María Clara Velarde y Queipo de Llano, natural de Cangas de Tineo, bautizada en la colegiata el 12 de agosto de 1730 y finada en Brañes el 8 de abril de 1813, casados en San Tirso de Oviedo el 14 de abril de 1758. En 1796 tenían siete hijos, según Jovellanos: uno que se educaba en Sevilla, Ramón y Manuel, Mariquina y Antonina, y dos niños de pecho.[16] Uno de los varones sucedió en la casa, pero extinguida pronto esta línea el mayorazgo de Peñerudes pasó a María del Carmen (Mariquina), de quien se hablará en seguida porque casó con su tío José María.
9. El cardenal Francisco Javier de Cienfuegos y Jovellanos,
10. El teniente general José María González de Cienfuegos y Jovellanos, señor de la casa de Jovellanos de Gijón, donde nació el 1.º de febrero de 1768 y murió en 1825. En 1786 ya era «un gallardo y joven oficial».[17] Fue capitán general de Cuba y ministro de la Guerra. Casó en la parroquial de San Tirso de Oviedo en 30-V-1806 con María del Carmen de Argüelles Quiñones y Cienfuegos, su sobrina carnal, señora de la torre y coto de Peñerudes en el concejo de Morcín, nacida el 17-II-1788, hija de Antonio María de Argüelles Quiñones y Velarde, señor de Peñerudes y regidor perpetuo de Oviedo, y de Escolástica González de Cienfuegos y Jovellanos. Fueron padres de
Gaspar González de Cienfuegos Jovellanos y Argüelles, señor de Peñerudes, nacido en Trubia el 18 de noviembre de 1807, que casó en Gijón (San Pedro) el 3 de agosto de 1833 con Cándida García Sala y Blanco Cirieño, nacida en Gijón el 14 de septiembre de 1814. Padres de 
José María de Cienfuegos-Jovellanos y García-Sala (Gijón 6-V-1836 +Gijón 15-XI-1898), que pasó a habitar el palacio de Jovellanos, en Gijón y casó en la capilla del palacio de Villa el 6 de junio de 1864 (inscrita en San Martín de Riaño) con María Bernaldo de Quirós y González de Cienfuegos (Mariquita), que nació hacia 1837 en Alba de Tormes y falleció intestada en Gijón el 20 de marzo de 1925, hija mayor del VII marqués de Campo Sagrado. Con posteridad.[18]

VI conde

Por Real Carta del 16 de mayo de 1771, sucedió su hijo

• Rodrigo Baltasar González de Cienfuegos Caso Valdés y Velarde, VI conde conde de Marcel de Peñalba. (o Rodrigo Antonio n. Oviedo 18 de julio de 1745 y fallecido el 9 de abril de 1813).
VII conde

Por Real Carta del 12 de diciembre de 1814, sucedió su hijo

• Juan Martín González de Cienfuegos y Carrió (Juanín), VII conde de Marcel de Peñalba, brigadier de Infantería, último señor del coto de Cazo y de las casas de Cienfuegos, Campomanes, Valdés de Cangas, Carrió, Ferrero, Sorribas, Maldonado y Múxica, con sus jurisdicciones, oficios y patronatos. Nació en Oviedo el 27 de julio de 1777, fue bautizado al día siguiente en San Isidoro el Real, murió en la colación de San Tirso el 22 de enero de 1854 y fue enterrado en Sorribas.

Casó en La Coruña el 19 de julio de 1811 con María Ana de Navia Osorio y Cray Winquel, a quien su padre mandó en dote 30.000 ducados por escritura otorgada al día siguiente. Nacida en Barcelona, fue bautizada en la Catedral el 15 de diciembre de 1791 y murió en el mismo año y parroquia que su marido el 24 de noviembre de 1854. Hija del capitán general Joaquín de Navia Osorio y Miranda, VII marqués de Santa Cruz de Marcenado, señor del coto y casa de Anleo en el concejo de Navia, de las casas de Montenegro, Lantoira y Sanjurjo en el de Castropol, del coto de Marcenado y casas de Celles y Vigil en Siero, de los lugares de Puerto, Caces y Siones en la Ribera de Abajo (hoy Oviedo) y casa de la Rúa de esta ciudad, etc., alférez mayor de Laviana, primer jefe del Ejército de Asturias en la Guerra de la Independencia, presidente de la Junta General del Principado, natural de Castropol, bautizado el 22 de mayo de 1749 y finado en Madrid el 16 de marzo de 1816, y de María Donata Craywinckel y Crespo, nacida en Cartagena de Indias el 12 de diciembre de 1749; nieta de Juan Alonso de Navia Osorio y Arango, IV marqués de Santa Cruz de Marcenado, natural de Castropol, y de María Ignacia de Miranda y Trelles, su segunda mujer,  de los marqueses de Santa María del Villar, y materna del capitán José Tienda de Cuervo Craywinckel y Humens, caballero de Santiago, natural de Cartagena de Indias y oriundo de Amberes, Flandes, y de María Teresa Crespo y Obregón. Fueron padres de
1. Francisco Javier González de Cienfuegos y Navia Osorio, primogénito, que murió soltero antes que su padre en Oviedo, parroquia de San Tirso, el 23 de diciembre de 1847, y fue enterrado en Sorribas,
2. Ignacio González de Cienfuegos y Navia Osorio, que sigue,
3. Rodrigo González de Cienfuegos y Navia Osorio, que de su hermano Ignacio hubo el palacio de Carrió. Estuvo casado pero no tuvo descendencia, y legó el predio de Carrió a su sobrino Carlos Bernaldo de Quirós, hijo de su hermana Josefa.
4. Juan González de Cienfuegos y Navia Osorio, también casado y sin hijos.
5. María Josefa Antonia González de Cienfuegos y Navia Osorio (Pepita), natural de Vega de Ribadeo, entonces concejo de Castropol, que fue bautizada el 9 de abril de 1812 y murió en Gijón el 16 de abril de 1896. Casó el 26 de noviembre de 1836 en Alba de Tormes, parroquia de San Miguel, con José María Bernaldo de Quirós y Llanes (Pepito Quirós), su primo segundo, VII marqués de Campo Sagrado, caballero de la Orden de Carlos III, natural y dueño del palacio de Villa en el concejo de Langreo y bautizado el 6 de septiembre de 1809 en San Martín de Riaño, donde murió el 15 de julio de 1865. Hijo del coronel Juan de Dios Bernaldo de Quirós y Navia Arango, señor de la casa de Villa y también caballero de Carlos III, natural de Oviedo, y de María Ignacia de Llanes y Cienfuegos, de igual naturaleza, hija de los señores del palacio del Rebollín en Noreña y de las casas de Villallana, Fresnedo y Muñón Cimero en el concejo de Lena. Padres de
  1. María Bernaldo de Quirós y González de Cienfuegos (Mariquita), que nació hacia 1837 en Alba de Tormes y falleció intestada en Gijón el 20 de marzo de 1925. Casó en la capilla del palacio de Villa el 6 de junio de 1864 (inscrita en San Martín de Riaño) con José María de Cienfuegos-Jovellanos y García-Sala, su tío tercero, dueño del palacio de Jovellanos de Gijón, donde nació el 6 de mayo de 1836, y fallecido en la misma villa el 15 de noviembre de 1898, hijo de Gaspar González de Cienfuegos Jovellanos y Argüelles, señor de Peñerudes, nacido en Trubia el 18 de noviembre de 1807, y de Cándida García Sala y Blanco Cirieño, nacida el 14 de septiembre de 1814 en Gijón y bautizada en la parroquial de San Pedro, donde casaron el 3 de agosto de 1833. Por este casamiento se unían las descendencias de los tres matrimonios del V conde de Marcel de Peñalba. Con posteridad.
  2. Eladia Bernaldo de Quirós y González de Cienfuegos, natural de Oviedo, que fue bautizada el 18 de febrero de 1839 en la parroquial de San Tirso el Real y falleció el 31 de marzo de 1909 en Somió, concejo de Gijón. Casó en su parroquia natal el 11 de septiembre de 1861 con Fernando María Muñoz y de Borbón, II duque de Riánsares y de Tarancón, dos veces grande de España, II marqués de San Agustín, I conde de Casa Muñoz, II vizconde de Rostrollano y I de la Alborada, coronel de Caballería. Nació este señor en el Palacio Real de Madrid el 27 de abril de 1838 y murió en Somió el 7 de diciembre de 1910. Hermano entero de María Cristina Muñoz, la mujer del primogénito, cuya filiación se expondrá en seguida. Con descendencia en que siguen dichas grandezas y títulos.
  3. José María Bernaldo de Quirós y González de Cienfuegos, VIII marqués de Campo Sagrado, que nació en su casa de Oviedo, fue bautizado el 20 de abril de 1840 en San Tirso y falleció en su palacio de Villa el 24 de abril de 1911. Casó el 28 de octubre de 1860 en la capilla del Castillo de Malmaison, cerca de París, con María Cristina Muñoz y de Borbón, I marquesa de la Isabela y I vizcondesa de la Dehesilla, dama de la Orden de María Luisa, nacida en el Palacio Real de Madrid el 19 de abril de 1840, bautizada en la Capilla Real el 28 siguiente y finada en la misma corte el 20 de diciembre de 1921. Era hermana uterina de la reina Isabel II e hija de la reina gobernadora María Cristina de Borbón-Dos Sicilias, viuda que fue del rey Fernando VII, y del teniente general Agustín Fernando Muñoz y Sánchez, su segundo marido, duque de Riánsares y marqués de San Agustín, grande de España, duque de Montmorot (título francés), senador del Reino, caballero del Toisón de Oro, gran cruz de Carlos III, maestrante de Granada, etc. De este matrimonio nacieron:[19]
    1. María de la Fuencisla Bernaldo de Quirós y Muñoz, I marquesa de Eslava, grande de España, dama de la Orden de María Luisa y de las reinas María Cristina y Victoria Eugenia, nacida en Hyères (Provenza, Francia) el 18 de diciembre de 1863 y finada en San Sebastián el 20 de octubre de 1931. Casó en Madrid el 9 de junio de 1884, en la Real Cámara de S.M., con Joaquín María Mencos y Ezpeleta, conde de Guenduláin y del Vado, grande de España, marqués de la Real Defensa y barón de Bigüezal, caballero de la Orden de Malta, maestrante de Zaragoza y collar de Carlos III, académico de la Real de San Fernando, senador del Reino por derecho propio, gentilhombre de Cámara de S.M. con ejercicio y servidumbre, natural de Pamplona, que fue bautizado en San Nicolás el 11 de julio de 1851 y murió en la misma ciudad el 22 de noviembre de 1936. Viudo con prole de María del Pilar Rebolledo de Palafox, de los marqueses de Lazán. Era hijo de Joaquín Mencos y Manso de Zúñiga, conde de Guenduláin, concesionario de la grandeza, etc., y de María del Pilar de Ezpeleta y Aguirre, condesa del Vado, su segunda mujer. Con descendencia en que sigue la casa de Guenduláin.
    2. María de los Desamparados Bernaldo de Quirós y Muñoz, I marquesa de Santa Cristina, grande de España, dama de la Orden de María Luisa y de las reinas María Cristina y Victoria Eugenia, que nació en el palacio de Villa el 8 de noviembre de 1864 y murió en Madrid el 21 de enero de 1951. Casó en Madrid el 24 de enero de 1887 con Alejandro Travesedo y Fernández-Casariego, III marqués de Casariego y vizconde de Tapia, caballero del Real Cuerpo de la Nobleza de Madrid, gentilhombre de Cámara de S.M. con ejercicio y servidumbre, que nació el 17 de septiembre de 1859 en Madrid, donde murió el 21 de enero de 1951, hijo de Juan Travesedo y Canet, I conde de Maluque, y de Carlota Fernández-Casariego y Méndez-Piedra, II marquesa de Casariego y vizcondesa de Tapia. Con posteridad.
    3. Ana Germana Bernaldo de Quirós y Muñoz, I marquesa de Atarfe, grande de España, dama de la Orden de María Luisa y de las reinas María Cristina y Victoria Eugenia, que nació en Palencia el 19 de marzo de 1866. Heredó el palacio familiar de Villoria, donde falleció el 11 de septiembre de 1934. Casó dos veces: primera en Madrid el 31 de mayo de 1886 con Luis de Jesús de Borbón y Borbón, su primo segundo, I duque de Ánsola, grande de España, caballero gran cruz de las Órdenes portuguesas de Cristo y Avís y maestrante de Sevilla, hijo tercero de los infantes de España Sebastián Gabriel de Borbón y Braganza, infante también de Portugal, gran prior de San Juan, y María Cristina de Borbón y Borbón, su segunda mujer, hermana del rey Francisco de Asís. Viuda del duque, volvió a casar el 30 de noviembre de 1890 en la iglesia de San Nicolás de Villoria, con el diplomático Manuel Méndez de Vigo y Méndez de Vigo, embajador de España en Tokio, diputado a Cortes, gobernador civil de Guipúzcoa, gran cruz de Carlos III, gentilhombre de Cámara de S.M. con ejercicio y servidumbre, hijo de Felipe Méndez de Vigo y Osorio, de los condes de Santa Cruz de los Manueles, y de María de la Paz Méndez de Vigo y Oraá. Con descendencia de ambos.
    4. Y Jesús María Bernaldo de Quirós y Muñoz, I marqués de Quirós, de quien se hablará más abajo pues fue también X conde de Marcel de Peñalba.

  4. Álvaro Bernaldo de Quirós y González de Cienfuegos, natural de Oviedo y bautizado en San Tirso el Real el 11 de octubre de 1841. Debió de morir niño.
  5. Iván Bernaldo de Quirós y González de Cienfuegos, que nació en Oviedo, en la calle de la Ferrería, y recibió el bautismo en San Isidoro el 27 de julio de 1843. Murió intestado y sin prole en Madrid el 23 de mayo de 1885, heredándole su madre. Contrajo matrimonio en Madrid el 28 de septiembre de 1874 con Teresa Rita de Samaniego y Lassús, XIII condesa de Torrejón, IX marquesa de Tejada de San Llorente, grande de España natural de Madrid, que recibió el bautismo en San Sebastián el 9 de diciembre de 1840 y murió viuda el 7 de mayo de 1902 y fue enterrada con su marido en el cementerio de San Lorenzo. Era hermana y sucesora de Adolfo de Samaniego y Lassús, XII conde de Torrejón, etc., e hija de Joaquín de Samaniego y Godoy, XI conde de Torrejón y de Casa Trejo, grande de España, V marqués de Valverde de la Sierra, VIII de Caracena del Valle, VI de Monte Real, X de Villabenázar y VIII de Tejada de San Llorente, senador vitalicio, gran cruz de Carlos III, gentilhombre de Cámara de S.M. con ejercicio y servidumbre, natural de Madrid, y de Juana de Lassús y Vallés, dama noble de María Luisa, nacida en Cádiz y que antes que con el conde había estado casada con el III marqués del Puente de la Virgen. Sin sucesión.[20]
  6. Ignacia Bernaldo de Quirós y González de Cienfuegos, nacida el 5 de septiembre de 1847 en Oviedo, donde murió el 15 de julio de 1895. Casó con Alejandro Pidal y Mon, político conservador, fundador de la Unión Católica, ministro de Fomento, presidente del Congreso de los Diputados, embajador ante la Santa Sede, director de la Real Academia Española y numerario también de la de Ciencias Morales y Políticas, caballero del Toisón de Oro, etc. Nació el 26 de agosto de 1846 en Madrid, donde falleció el 19 de octubre de 1913. Hijo segundo de Pedro José Pidal y Carniado, I marqués de Pidal, varias veces ministro de la Corona, director de la Real Academia de la Historia y también académico de la Lengua, caballero del Toisón de Oro, etc., natural de Villaviciosa, y de Manuela de Mon y Menéndez, dama noble de María Luisa, que fue hermana del hacendista Alejandro Mon, presidente del Consejo de Ministros, académico de la Española, embajador en París, en Viena y ante la Santa Sede. Con sucesión.
  7. Mariana Bernaldo de Quirós y González de Cienfuegos, nacida hacia 1848 y finada el 12 de diciembre de 1887, mujer de Ángel García Rendueles y González Llanos, político moderado, diputado a Cortes, director general de Correos y Telégrafos y de Prisiones. Con prole.
  8. Y Carlos Bernaldo de Quirós y González de Cienfuegos, que heredó de su tío Rodrigo el palacio de Carrió. Casó con María de Canga-Argüelles y López-Dóriga, ... y tuvieron doce hijos.
6. Paulina González de Cienfuegos y Navia Osorio, que casó,
7. Joaquina González de Cienfuegos y Navia Osorio,
8. Rafaela González de Cienfuegos y Navia Osorio,
9. y Teresa González de Cienfuegos y Navia Osorio.

VIII conde

Por Real Carta del 20 de abril de 1855, sucedió su hijo

• Ignacio Javier González de Cienfuegos y Navia Osorio, VIII conde de Marcel de Peñalba.
IX condesa

Por Real Carta del 5 de marzo de 1885 sucedió su hija

• María de la Concepción González de Cienfuegos y Fernández, IX condesa de Marcel de Peñalba. (n. Candás el 27 de diciembre de 1857; f. Madrid 24 de enero de 1928). Casada con Aniceto Suárez Alvarez-Acevedo (n. Gijón 1849; f. Madrid 1912), sin sucesión.

### Linaje Bernaldo de Quirós
X conde

Por ¿Orden del 3 de marzo y? Real Carta del 21 de abril de 1928, sucedió

• Jesús Bernaldo de Quirós y Muñoz, I marqués de Quirós, IX de Campo Sagrado y II de la Isabela, X conde de Marcel de Peñalba, II vizconde de la Dehesilla, grande de España. Nació en el palacio de Mieres el 21 de julio de 1871, fue bautizado al día siguiente en la parroquial de San Juan, y falleció en Madrid el 4 de diciembre de 1939.
XI conde

Por acuerdo de la Diputación de la Grandeza de 1940 y Carta del 5 de junio de 1953, sucedió su hijo

• Luis Bernaldo de Quirós y Alcalá-Galiano, II marqués de Quirós, X de Campo Sagrado y III de la Isabela, VII conde de Casa Valencia, XI de Marcel de Peñalba y IV de Romilla, IV vizconde de la Dehesilla y V del Pontón, dos veces grande de España. Nació en Madrid el 26 de diciembre de 1917 y murió el 6 de julio de 1996. Ingresó en las Órdenes Militares de Alcántara y San Juan de Jerusalén y en la Real Maestranza de Caballería de Granada.
XII conde

Por distribución y cesión y Real Carta del 10 de diciembre de 1986, sucedió su hijo

• Iván Bernaldo de Quirós y Álvarez de las Asturias-Bohorques, III marqués de Quirós y XI de Campo Sagrado, XII conde de Marcel de Peñalba, grande de España, que nació en Madrid el 26 de mayo de 1956.

#### Actual titular
Por distribución y cesión y Real Carta del 20 de septiembre de 2019, sucedió su hijo

• Iván Bernaldo de Quirós y Díaz-Agero, XIII y actual conde de Marcel de Peñalba, que nació en Madrid el 8 de octubre de 1992.